# Serguei Sivkó
Serguei Sivkó   (Tula, 7 de juny de 1940 - Moscou, 10 de novembre de 1966) va ser un boxejador rus que va competir sota bandera soviètica durant les dècades de 1950 i 1960.
El 1960 va prendre part en els Jocs Olímpics d'Estiu de Roma, on va guanyar la medalla de plata en la categoria del pes mosca del programa de boxa. Va perdre la final contra l'hongarès Gyula Török. En el seu palmarès també destaquen dos campionats nacionals, un es pes mosca (1960) i un en el pes gall (1961), el Campionat d'Europa de 1961 en el pes gall.
Va morir el 10 de novembre de 1966 en ser atropellat per un taxi mentre tornava a casa.